# Schneebergita
La schneebergita és un mineral de la classe dels fosfats que pertany al grup de la tsumcorita.
Antigament el nom schneebergita va ser utilitzat per Brezina el 1880 per descriure una nova fase de l'antimonat de calci descobert a la mina de Monteneve (mina de Schneeberg) al Tirol. Més tard, el 1932 es va demostrar que era isomorf amb la romeïta, de la qual se'n considera ara una varietat i que encara es coneix com Schneebergita (de Brezina), i amb la qual no s'ha de confondre. El 1999 va ser triat novament aquest nom per a aquest nou arsenat.

## Característiques
La schneebergita és un arsenat de fórmula química BiCo₂(AsO₄)₂(OH)(H₂O). Va ser aprovada com a espècie vàlida per l'Associació Mineralògica Internacional l'any 1999, sent publicada per primera vegada el 2002. Cristal·litza en el sistema monoclínic. La seva duresa a l'escala de Mohs es troba entre 4 i 4,5.
Segons la classificació de Nickel-Strunz, la schneebergita pertany a «08.CG - Fosfats sense anions addicionals, amb H₂O, amb cations de mida mitjana i gran, RO₄:H₂O = 1:1» juntament amb els següents minerals: cassidyita, col·linsita, fairfieldita, gaitita, messelita, parabrandtita, talmessita, hillita, brandtita, roselita, wendwilsonita, zincroselita, rruffita, ferrilotharmeyerita, lotharmeyerita, mawbyita, mounanaïta, thometzekita, tsumcorita, cobaltlotharmeyerita, cabalzarita, krettnichita, cobalttsumcorita, niquellotharmeyerita, manganlotharmeyerita, niquelschneebergita, gartrellita, helmutwinklerita, zincgartrel·lita, rappoldita, fosfogartrel·lita, lukrahnita, pottsita i niqueltalmessita.
L'exemplar que va servir per a determinar l'espècie, el que es coneix com a material tipus, es troba conservat Museu de mineralogia i geologia de Dresden (Alemanya).

## Formació i jaciments
Va ser descoberta al districte miner de Roter Berg, a Zschorlau, dins el districte d'Erzgebirge (Saxònia, Alemanya), on es troba en forma de cristalls tabulars o aciculars de 0,5 mm de llarg, en motlles de quars d'arsenurs de cobalt i níquel descompostos. Aquest indret és l'únic a tot el planeta on ha estat descrita aquesta espècie mineral.